# Mobilmachung in Russland 2022

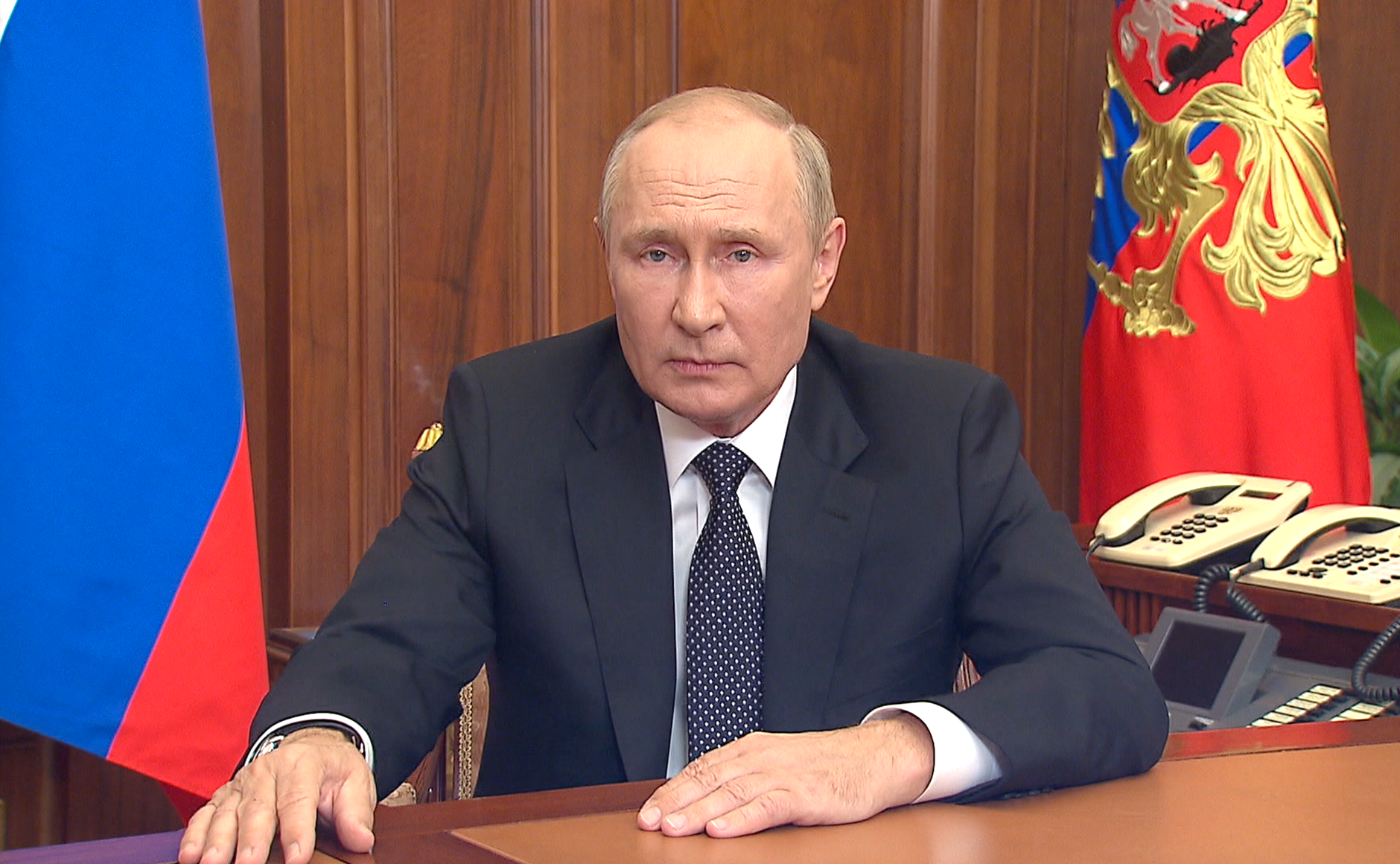
Wladimir Putin kündigt in seiner Ansprache am Morgen des 21. September 2022 eine Teilmobilisierung an.

Die Mobilmachung in Russland erfolgte nach einer Wende im Verlauf des russischen Überfalls auf die Ukraine und der weitgehenden Befreiung der Oblast Charkiw im September 2022 durch vorstoßende ukrainische Truppen. Diese Entwicklung im Russisch-Ukrainischen Krieg führte zu einer russischen Mobilmachung, die am 21. September 2022 mit sofortiger Wirkung ausgerufen wurde. In den mündlichen Verlautbarungen von Präsident Wladimir Putin und Verteidigungsminister Sergei Schoigu wurde stets betont, dass es sich um eine Teilmobilmachung handle; auch im entsprechenden Dekret wird sie „Teilmobilmachung“ genannt.

## Hintergrund und Ablauf
Am 24. Februar 2022 begann eine vom russischen Präsidenten Wladimir Putin befohlene Invasion, die auf das gesamte Staatsgebiet der Ukraine zielte und den seit 2014 schwelenden Russisch-Ukrainischen Krieg eskalieren ließ. Schon im April, nach dem Rückzug Russlands aus dem Raum Kiew, wurde eine Mobilmachung zur Erreichung der Ziele des Krieges gefordert, von Präsident Putin aber so lange wie möglich vermieden, da diese Maßnahme ganz klar die Beliebtheit des Präsidenten wie auch jene dieses Krieges, der nun plötzlich viel mehr Russen betreffen würde, reduziert hätte.
Anfang September 2022 erfolgte eine ukrainische Gegenoffensive in der Region Charkiw. Dabei konnte die ukrainische Armee die russische Frontlinie durchbrechen und Teile der Oblast Charkiw zurückerobern. Die russischen Einheiten räumten den Norden des Gebiets bis zur Grenze nach Russland und zogen sich im Osten auf eine Linie hinter die Flüsse Oskil und Siwerskyj Donez zurück. Russland stand damit vor dem Problem der Bestandswahrung, um die besetzten Gebiete zu behalten. In dieser Situation entschied sich die Staatsführung zu einer Eskalation des Krieges.
Als Teil dieser Eskalation wurde am 20. September in den selbsternannten Volksrepubliken Lugansk und Donezk sowie in den umkämpften, teilweise von russischen Truppen besetzten Oblasten Cherson und Saporischschja für die Zeit vom 23. bis 27. September ein „Referendum“ über den Beitritt zur Russischen Föderation angekündigt.

### Verkündigung der Teilmobilmachung
Am 21. September verkündete Präsident Putin mit sofortiger Wirkung eine Teilmobilmachung in Russland. Das russische Verteidigungsministerium erklärte daraufhin, dass 300.000 Reservisten eingezogen werden.
Wehrpflichtige und Vollzeitstudenten seien laut Verteidigungsminister Sergei Schoigu von der Mobilmachung nicht betroffen, sondern ausschließlich Reservisten mit Kampf- und Diensterfahrung. Insgesamt gebe es, so der Minister, 25 Millionen Reservisten in Russland. Durch die Teilmobilisierung ist den im Militärregister erfassten Reservisten per Gesetz das Verlassen des Wohnorts ohne Genehmigung der Militärkommissariate und der für Reserven zuständigen Exekutivorgane verboten.

## Präsidentenerlass

### Wortlaut
Dekret des Präsidenten der Russischen Föderation „Über die Ankündigung der Teilmobilisierung in der Russischen Föderation“
Gemäß den Bundesgesetzen vom 31. Mai 1996 № 61-FZ „Über die Verteidigung“, vom 26. Februar 1997 № 31-FZ „Über Mobilmachungsvorbereitung und Mobilisierung in der Russischen Föderation“ und vom 28. März 1998 № 53-FZ „Über Wehrpflicht und Wehrdienst“ beschließe ich:
1. Die teilweise Mobilisierung in der Russischen Föderation ab dem 21. September 2022 zu erklären.
2. Durchführung des Aufrufs von Bürgern der Russischen Föderation zum Militärdienst für die Mobilisierung in den Streitkräften der Russischen Föderation. Bürger der Russischen Föderation, die durch Mobilisierung zum Militärdienst einberufen werden, haben den Status von Soldaten, die im Rahmen eines Vertrags in den Streitkräften der Russischen Föderation dienen.
3. Stellen Sie fest, dass die Gehaltshöhe der Bürger der Russischen Föderation, die zur Mobilisierung des Militärdienstes in den Streitkräften der Russischen Föderation einberufen werden, der Höhe des Gehalts für Soldaten, die im Rahmen eines Vertrags in den Streitkräften der Russischen Föderation dienen, entspricht.
4. Von Militärangehörigen abgeschlossene Verträge über den Übergang zum Militärdienst bleiben bis zum Ende der Zeit der Teilmobilmachung gültig, mit Ausnahme von Fällen der Entlassung von Militärangehörigen aus dem Militärdienst aus den in diesem Dekret festgelegten Gründen.
5. Während der Zeit der Teilmobilmachung gelten die folgenden Gründe für die Entlassung von Soldaten, die im Rahmen eines Vertrags Militärdienst leisten, sowie von Bürgern der Russischen Föderation, die mit der Mobilmachung in die Streitkräfte der Russischen Föderation zum Militärdienst einberufen wurden:
  1. nach Alter – bei Erreichen des Höchstalters für die Ableistung des Militärdienstes;
  2. aus gesundheitlichen Gründen – nach Bestätigung der militärmedizinischen Kommission als ungeeignet für den Militärdienst, mit Ausnahme von Militärangehörigen, die den Wunsch geäußert haben, den Militärdienst in militärischen Positionen fortzusetzen, die durch diese Soldaten ersetzt werden können;
  3. nach Inkrafttreten eines Gerichtsurteils über die Verhängung einer freiheitsentziehenden Strafe.
6. Die Regierung der Russischen Föderation hat:
  1. die Maßnahmen der Teilmobilmachung zu finanzieren;
  2. die notwendigen Maßnahmen zu ergreifen, um den Bedürfnissen der Streitkräfte der Russischen Föderation, anderer Truppen, militärischer Formationen und Organe während der Zeit der Teilmobilmachung gerecht zu werden.
7. Vertraulich
8. Hohe Beamte der konstituierenden Einheiten der Russischen Föderation sorgen für die Einberufung von Bürgern zum Militärdienst bei der Mobilmachung in die Streitkräfte der Russischen Föderation in der Anzahl und innerhalb der Fristen, die vom Verteidigungsministerium der Russischen Föderation für jedes Subjekt der Russischen Föderation festgelegt werden.
9. Gewähren Sie Bürgern der Russischen Föderation, die in Organisationen des militärisch-industriellen Komplexes arbeiten, das Recht, bei der Mobilmachung (für die Dauer der Arbeit in diesen Organisationen) von der Wehrpflicht zum Militärdienst aufzuschieben. Die Kategorien von Bürgern der Russischen Föderation, denen das Recht auf Aufschub gewährt wird, und das Verfahren zu seiner Gewährung werden von der Regierung der Russischen Föderation festgelegt.
10. Dieses Dekret tritt am Tag seiner amtlichen Veröffentlichung in Kraft.

Der Präsident der Russischen Föderation W. Putin
Moskau, Kreml
21. September 2022
№ 647

### Offizielle Veröffentlichung und Inkrafttreten
Das Dekret des Präsidenten der Russischen Föderation vom 21. September 2022 Nr. 647 „Über die Ankündigung der Teilmobilisierung in der Russischen Föderation“ wurde am 21. September 2022 auf dem offiziellen Internetportal der Rechtsinformationen pravo.gov.ru bekanntgegeben. Es wurde am nächsten Tag auch auf der Titelseite der Ausgabe 223 (8861) der Rossijskaja gaseta veröffentlicht.
Gemäß Punkt 10 trat das Dekret am Tag der offiziellen Veröffentlichung in Kraft (d. h. am 21. September 2022, als es auf dem offiziellen Internetportal für Rechtsinformationen veröffentlicht wurde).

### Punkt 7
Die unabhängige Online-Zeitung Nowaja gaseta. Europa berichtete, dass der als geheim eingestufte Punkt 7 dem Verteidigungsministerium die Erlaubnis gibt, bis zu einer Million Mann zu mobilisieren. Diese Meldung wurde durch Berichte über öffentliche Abschiedsszenen am ersten Tag der Mobilisierung gestützt, die bereits auf mehr als 300.000 Mann hindeuteten. Pressesprecher Dmitri Peskow bezeichnete diese Berichte als „Fake News“.
Schon zuvor hatte die Medienaufsichtsbehörde Roskomnadzor alle Medien aufgefordert, ausschließlich über „Teilmobilisierung“ zu schreiben und Informationen dazu „ausschließlich“ aus offiziellen russischen Regierungsverlautbarungen zu verwenden; sie drohte den Medien bei Nichtbefolgung mit Geldstrafen von bis zu 5 Millionen Rubel und mit ihrer Sperrung.
Die Internetzeitung Meduza spricht von 1,2 Millionen Menschen, die in der Teilmobilmachung rekrutiert werden sollen, und beruft sich dabei auf eine Quelle nahe einem der Bundesministerien des Landes. Es sollen bis zu 16.000 Menschen aus Moskau und 3.200 aus St. Petersburg rekrutiert werden. Peskow bestreitet die Aussagen von Meduza.

### „Ende“ der Mobilisierung
Ende Oktober wurde offiziell das Ende der Mobilisierung bekannt gegeben, Präsident Putin erklärte: „Sie ist abgeschlossen, der Punkt ist klar.“ Es gab nach einigem Hin- und Her kein Dekret des Präsidenten zu einem Ende, da die Kreml-Juristen dies „nicht für notwendig“ befunden hätten. Aus rechtlicher Sicht können Bürger weiterhin eingezogen werden, solange die Mobilisierungsverordnung in Kraft ist, so Anwälte und Menschenrechtler.
Auch nach dem verkündeten Ende der Mobilmachung erhielten Russen Einberufungen. Es wurde vermutet, dass die Mobilmachung verdeckt weitergehen werde.
Am 18. Mai 2023 erließ das Plenum des Obersten Gerichts der Russischen Föderation die Resolution Nr. 11 „Über die Praxis der von Gerichten durchzuführenden Prüfung von Strafsachen betreffend Verbrechen gegen den Militärdienst“; in deren zweitem Absatz wurde darauf hingewiesen, dass der Zeitraum der (teilweisen oder allgemeinen) Mobilmachung mit dem Datum und der Uhrzeit des Beginns der Mobilmachung, die mit dem Dekret des Präsidenten Russlands festgelegt wird, anfängt und am Datum und um die Uhrzeit der Aufhebung (Beendigung) der Mobilmachung endet. Somit bestätigte das Gericht, dass die Mobilmachung nicht abgeschlossen war, da das Dekret über deren Anordnung nicht aufgehoben worden war und kein weiteres Dekret über deren Beendigung erlassen worden war.

## Flankierende Gesetzesänderungen
Bereits am Tag vor der Erklärung der Mobilmachung, dem 20. September, hatten Gesetzesänderungen die Duma passiert, die die Höchststrafen für Vergehen wie Desertion, Dienstverweigerung und Befehlsverweigerung sowie Nichterscheinen nach einer Einberufung „in Zeiten der Mobilisierung und des Kriegsrechts“ auf 10–15 Jahre Lagerhaft erhöhen.

## Art und Weise der Umsetzung sowie Fehler und Kritik
Der Vorsitzende des Menschenrechtsrats beim russischen Präsidenten, Waleri Fadejew, kritisierte, dass Einberufungsbefehle auch an Personen ergingen, die keine Kampferfahrung hätten. Margarita Simonjan (Chefredakteurin des russischen Staatssenders RT) kritisierte, dass Personen eingezogen worden seien, die über der zulässigen Altersgrenze liegen. In sozialen Netzwerken in Russland wurden Fälle geschildert, in denen Väter kinderreicher Familien, Männer ohne Kampferfahrung und ältere und chronisch kranke Reserveoffiziere eingezogen worden seien. Die Führung der Republik Jakutien bestätigte Irrtümer bei der Einberufung und dass diese revidiert würden. In Moskau nahmen die Frequenzen der Untergrundbahn ab, nachdem dort willkürlich Männer einberufen worden waren oder weil sie aus den Städten geflohen waren. Auch Einberufungen in Hotels anstelle des Wohnortes waren vorgekommen.
Noch während der Mobilisierung kam es zur Rückführung der ersten Toten, welche offensichtlich nach nur wenigen Tagen Ausbildung in die Ukraine gebracht worden waren. Andere waren an der Front dermaßen im Stich gelassen worden, dass sie sich weigerten, dorthin zurückzukehren; so gelangten ebenfalls schon während laufender Mobilisierung Mobilisierte in Kerker der sogenannten Volksrepublik Luhansk, während sich andere aus komplett desorganisierten Einheiten ohne Kommando und ohne Versorgung zur russischen Grenze durchschlugen. Es war ihnen eine zwei- oder dreimonatige Ausbildung versprochen worden, und nun drohte ihnen eine Anklage wegen Fahnenflucht.
An der Mobilmachung wurde außerdem kritisiert, dass sie an Reservisten erginge, nicht jedoch an Angehörige der russischen Nationalgarde, an die eine Million aktiven Soldaten der russischen Streitkräfte und an die Truppen des Innenministeriums.
Vor dem Hintergrund militärischer Misserfolge in der Ukraine hat Putin im Oktober 2022 laut einer russischen Whistleblowerin mehrere Maßnahmen ergriffen, um einem Putsch vorzubeugen. Unter anderem würden den nach der Mobilmachung neu rekrutierten Soldaten Waffen bis zur Ankunft in der Ukraine vorenthalten.
Auch dem vom Präsidenten verkündeten Ende der Mobilisierung wurde misstraut; anstelle der veröffentlichten Zahl von 300.000 könnten bis zu 700.000 Russen eingezogen worden sein, so Forbes. Zuvor war aufgrund der in allen Föderationssubjekten Russlands rund verdoppelten Zahl der Eheschließungen die Anzahl der Eingezogenen hochgerechnet worden; Mediazona glaubte, daraus folgern zu können, dass fast 500.000 Russen mobilisiert worden seien.
Es zirkulierten Videos von Männern, welche sich selbst Verletzungen zufügten, um der Einberufung zu entkommen.
Erste nach der Verkündigung der Mobilmachung eingezogene Reservisten waren bereits Mitte Oktober in der Ukraine gefallen. Angehörige erklärten in dem Zusammenhang, dass die Gefallenen teils ganz ohne Vorbereitungstraining an die Front geschickt wurden. Auch ukrainische Soldaten machten nach eigenen Angaben im Herbst 2022 die Erfahrung, dass sie gegen viele unerfahrene russische Soldaten kämpften. Nach Einschätzung des britischen Militärgeheimdienstes ist das russische Militär mit Vorbereitung und Training der etwa 300.000 für den Kriegseinsatz einberufenen Personen überfordert. Der britische Geheimdienst verwies auf den Umstand, dass mit Monatsbeginn November jährlich etwa 120.000 russische Wehrpflichtige eine Grundausbildung beginnen und dass russische Militäreinheiten mangels Ausbildern und Einrichtungen in Belarus trainieren würden. Der Geheimdienst geht davon aus, dass dennoch viele russische Soldaten, die nach der Ausrufung der Mobilmachung in die Ukraine geschickt wurden, kaum oder kein Training erhalten haben.
Über 100 Mobilisierte aus Tschuwaschien streikten Anfang November an ihrem Ausbildungsstandort in Uljanowsk, weil sie keinen Lohn erhalten hatten.
Bis zum 7. November waren nach Angaben des russischen Präsidenten von den angeblich über 300.000 nach der Mobilmachung einberufenen Personen bereits etwa 50.000 im Kampfeinsatz in der Ukraine.
Die Generalstaatsanwaltschaft Russlands räumte im Januar 2023 ein, dass „mehr als 9000 Bürger […] unrechtmäßig mobilisiert wurden – darunter auch diejenigen, die aus gesundheitlichen Gründen auf keinen Fall hätten einberufen werden dürfen“. Kritische Beobachter gehen allerdings davon aus, dass noch deutlich mehr Personen gesetzwidrig rekrutiert wurden und eventuell infolgedessen starben.

### Zwangsrekrutierungen von Ausländern
Nach Angaben einer ukrainischen Menschenrechtsorganisation haben die russischen Verwaltungen in den besetzten ukrainischen Gebieten nach der Mobilmachung Russlands mit der Zwangsrekrutierung von Ukrainern begonnen. Berichte von Zwangsrekrutierungen in russisch besetzten ukrainischen Gebieten hatte es bereits im März, April und Mai 2022 aus den selbstproklamierten „Volksrepubliken“ Donezk und Luhansk gegeben.
Auch Menschen aus anderen Ländern, vor allem Arbeitsmigranten aus Zentralasien, wurden gegen ihren Willen an die Front gezwungen. Dies löste unter vielen in Russland lebenden Ausländern Angst vor der eigenen Einberufung aus. Einige flohen daher zurück in ihre Heimatländer oder in andere Länder, beispielsweise über die Belarus-Route in die EU.

## Reaktionen

### Tschetschenien
Tschetschenien werde sich nicht an der weiteren Mobilmachung der Föderation beteiligen, ließ dessen Oberhaupt Ramsan Kadyrow verlauten, die Republik habe ihr Soll bereits übererfüllt.

### Ukraine
Als Reaktion auf die Mobilmachung richtete die ukrainische Regierung eine 24-stündige Hotline namens (übersetzt) Ich will leben für zum Kriegsdienst herangezogene russische Soldaten, die sich in der Ukraine ergeben wollen, ein.

### Gesellschaftliche Reaktionen in Russland

#### Demonstrationen
In 39 russischen Städten demonstrierten Menschen gegen die Teilmobilisierung – nach Informationen der Bürgerrechtsbewegung OVD-Info kam es bereits am 21. September und in der folgenden Nacht zu mehr als 1400 Festnahmen. Nach Berichten wurden Festgenommene teilweise noch im Gewahrsam einberufen. Der russische Auslandssender RT bestätigte die Einberufung von mehr als 200 Männern, die in Moskau gegen die Mobilisierung demonstriert hatten.

#### Ausreise/Flucht
Flugtickets aus Russland waren innerhalb kurzer Zeit ausverkauft. Nach Ankündigung der Mobilmachung bildeten sich über mehrere Tage an den Grenzübergängen von Russland nach Kasachstan, Georgien, Belarus, Finnland und der Mongolei kilometerlange Staus. Dies galt insbesondere für Nachbarstaaten mit Visafreiheit für russische Staatsbürger.
Nach Angaben von Meduza, die sich auf Zahlen des FSB beruft, waren von der Erklärung der Teilmobilmachung am 21. September bis zum 25. September 261.000 Männer aus Russland ausgereist. Nowaja gaseta. Europa bezweifelt die Richtigkeit der FSB-Angaben. Nach Angaben von Frontex sind vom 21. September bis 26. September fast 66.000 russische Staatsbürger in die Europäische Union eingereist. Die kasachische Migrationsbehörde vermeldete am 27. September die Einreise von etwa 98.000 russischen Staatsbürgern nach dem 20. September. Nach Angaben des britischen Militärgeheimdienstes führt die massive Abwanderung bzw. Flucht infolge der Ausrufung der Mobilmachung in Russland zu einem Brain-Drain, der Abwanderung von Akademikern, Facharbeitern und anderen hochqualifizierten Fachkräften aus dem Land.

#### Wortmeldungen aus der russischen Zivilgesellschaft
Der zu 10 Jahren Gefangenschaft verurteilte russische Oppositionspolitiker Alexei Nawalny beschuldigte Wladimir Putin, eine „massive Tragödie“ mit einer „massiven Anzahl an Todesfällen“ zu kreieren, nur um seine persönliche Macht zu erhalten. Nawalny sprach von einem „kriminellen Krieg“, bezeichnete die Mobilisierung als „Verbrechen gegen sein Land“ und rief zu Massenprotesten auf.

#### Brandstiftungen
Nach der Ankündigung der Mobilmachung kam es zu Brandstiftungen an diversen Rekrutierungsbüros.
- Am 21. September wurde in Nischni Nowgorod ein Rekrutierungsbüro in Brand gesteckt.[59]
- In der Nacht vom 21. auf den 22. September wurde in Lomonossow, Sankt Petersburg, das Gebäude des Militärkommissariats in Brand gesteckt.[60]
- In der Stadt Gai, Oblast Orenburg, versuchten Unbekannte, ein Gebäude des Militärkommissariats in Brand zu setzen.[61]
- Am Tag nach der Ankündigung der Mobilmachung warf in Toljatti eine unbekannte Person einen Molotowcocktail auf das Rathausgebäude.[62]
- Auch in Tarussa[63] und in Urjupinsk[64] gab es Brandanschläge auf Rekrutierungsbüros.

### Aktienmärkte
Der russische Markt reagierte auf die Teilmobilisierung im Land mit einem starken Einbruch.

### International
Vertreter von Regierungen und Diplomaten europäischer Länder sowie der Vereinigten Staaten bezeichneten in ihren Erklärungen Putins Entscheidung, zu mobilisieren, als Zeichen des Scheiterns Russlands im Krieg mit der Ukraine und als Schritt zur Eskalation des Konflikts und wiesen auch darauf hin, dass die Entscheidung auf eine Panik der russischen Führung hindeutet.
Russlands Nachbarländer Estland, Lettland, Litauen und Polen verschärften zum 19. September 2022 die Einreisebestimmungen für Russen: Einfache Schengen-Visa sollen nicht mehr für die Einreise ausreichen. Auch Finnland kündigte Verschärfungen an. In der Europäischen Union werden Asylanträge wegen drohender Einberufung restriktiv behandelt.
Beobachtern zufolge werden vor allem Angehörige ethnischer Minderheiten – so auch die Krimtataren – eingezogen, ethnische Russen hingegen weitgehend ausgespart. Einige sprechen daher von „ethnischen Säuberungen“.
Mit der Mobilmachung habe Putin klargemacht, dass ihm seine geopolitischen Ziele in der Ukraine wichtiger sind als die Unterstützung in der eigenen Bevölkerung – „er ist ganz darauf bestrebt, sein Spiel in der Ukraine in einen Sieg zu verwandeln, koste es, was es wolle“, schrieb Tatjana Stanowaja von Carnegie Moskau; sie nannte es eine „Besessenheit mit der Ukraine“. Die zentrale Frage sei nun, schreibt Stanowaja, „ob Russlands Eliten und die breite Gesellschaft bereit sind, ihren Präsidenten auf diese Reise in die Hölle zu begleiten“.